# Jan van Dort
Jan Leendert van Dort (Heemstede, Holanda del Nord, 25 de maig de 1889 - Leiden, 1 d'abril de 1967) fou un futbolista neerlandès que va competir a començaments del segle xx.
El 1920 va prendre part en els Jocs Olímpics d'Anvers, on guanyà la medalla de bronze en la competició de futbol.
Pel que fa a clubs, defensà els colors de l'AFC Ajax, entre 1912 i 1922, i del SBV Vitesse el 1922. Amb la selecció nacional jugà 5 partits, en què no marcà cap gol.